# Accidente ferroviario de Norwood Junction
El accidente ferroviario de Norwood Junction ocurrió el 1 de mayo de 1891, cuando un puente viga de fundición de hierro sobre Portland Road, situado 60 yardas (54,9 m) al noreste de la Estación de Norwood Junction, colapsó bajo el peso de un tren expreso que circulaba de la estación de Brighton hacia la estación de London Bridge.

## El accidente
La locomotora LB&SCR Clase B1, no. 175 "Hayling" cruzó el puente de forma segura con la mayoría de sus vagones, pero el vagón de frenos cayó por el vano derrumbado del puente. No hubo heridos graves: un pasajero sufrió una dislocación de tobillo; cuatro pasajeros más resultaron levemente heridos y el guardia del furgón de cola delantero sufrió algunas heridas en la cabeza y en un brazo. El accidente llamó la atención sobre la debilidad de las estructuras de hierro fundido en los puentes de vigas bajo el tendido de las vías, especialmente porque muchos de ellos se habían construido en las décadas de 1830 y 1840, cuando las locomotoras y los vagones eran mucho más ligeros.

## Causas
El puente pertenecía al Ferrocarril de Londres, Brighton y la Costa Sur y había sido reconstruido en 1859. La investigación de la Junta de Comercio estuvo a cargo del general Hutchinson, quien había investigado un fallo similar en un puente en Carlisle en 1875. Descubrió que la única viga que se agrietó tenía un grave problema debido a un defecto de colado muy grande oculto entre el ala y el alma. Incluso sin este problema, el diseño de la viga no cumplía con los requisitos por entonces vigentes de la Junta de Comercio para los márgenes de seguridad en los puentes de vigas de hierro fundido inferiores, y esto ya se sabía por un accidente anterior.

La Junta de Comercio llamó la atención de la Compañía de Brighton sobre esta deficiencia de resistencia después del accidente en este puente en diciembre de 1876, cuando dos vigas idénticas en una parte diferente del mismo puente fueron rotas por una máquina que descarriló en el propio puente, y luego se les recomendó sustituirlas por vigas más resistentes, recomendación a la que lamentablemente no se prestó atención, porque de lo contrario se habría evitado el reciente grave accidente. Por lo tanto, en mi opinión, la Compañía de Brighton es la principal culpable por haber omitido sustituir las vigas existentes por vigas más fuertes después de que la atención se había dirigido especialmente a la debilidad de estas últimas.

Ya en 1882 se había fracturado la viga de un puente ferroviario de hierro fundido bajo el paso de un tren en Inverythan, Escocia, con cinco pasajeros muertos y muchos más heridos. El informe de investigación de la Junta de Comercio sobre el accidente ferroviario de Inverythan había mencionado el problema de los defectos latentes de las piezas de metal, pero había concentrado la atención en primera instancia en las vigas compuestas, atornilladas entre sí en la mitad del vano y las de más de 25 pies (7,6 m). En el caso del puente de Portland Road, no se emplearon vigas compuestas, y su luz era de 25 pies (7,6 m). La viga fallida en el incidente de Carlisle no era de material compuesto, tenía un tramo de 25 pies (7,6 m) y presentaba un importante defecto de fundición oculto. Se había construido antes del desastre del puente del Dee de 1847, que llevó aparejada la consiguiente especificación por parte de la Junta de Comercio de los amplios márgenes de seguridad requeridos en las vigas de las estructuras de fundición de hierro. En el caso de Norwood Junction, el puente no las habría cumplido incluso si no hubiera presentado defectos. La estructura se reconstruyó con vigas de hierro forjado, y el accidente no propició ningún estudio más amplio de los puentes de fundición de hierro.
El general Hutchinson recomendó que se inspeccionaran todos los puentes de vigas de hierro fundido en la red del Ferrocarril de Londres, Brighton y la Costa Sur. La tarea recayó en Sir John Fowler, quien recomendó que muchas fueran reemplazadas por estructuras de hierro forjado (o preferiblemente de acero), comentando que:

el resultado de mi investigación no indica ninguna debilidad peculiar en los puentes de Brighton, que no son ni mejores ni peores en ese sentido que los de líneas ferroviarias similares en el país o en el extranjero

El accidente llevó a la Junta de Comercio a emitir una circular solicitando detalles de todos los puentes de vigas inferiores de hierro fundido en la red del Reino Unido. Había miles de ellos, y la mayoría fueron reemplazados gradualmente, pero a partir de 2007, Network Rail declaró que todavía quedaban muchos cientos de puentes con vigas de hierro fundido, muchos de ellos con restricciones de peso muy bajas.